# Яцків Михайло (різьбяр)
Михайло Яцків (17 вересня 1911, Юзькович — 24 серпня 1940, Рим) — український різьбяр.

## Біографія
Народився у селі Юськович біля Золочева, мистецьку освіту здобув у Львівській промисловій школі і в Римі (як стипендіят митрополита Андрея Шептицького) у скульптора Ерколе Дзанеллі.
Роботи Михайла Яцківа:
- різьби іконостасу, престола, свічників тощо у молитовниці Малої Семінарії у Львові;
- у Золочеві (на цвинтарі) два пам'ятники полеглих січових стрільців;
- у Римі для колегії святого Йосафата проєктував і дещо сам виконав: дерев'яну підставку під кивот, царські і дияконські врата, хрест над кивотом ззаду, свічники для головних і бічних престолів. Крім того, погруддя архімандрита Діонисія Ткачука.

Помер 24 серпня 1940 року у Римі.